# Pfarrkirche Ochsengarten

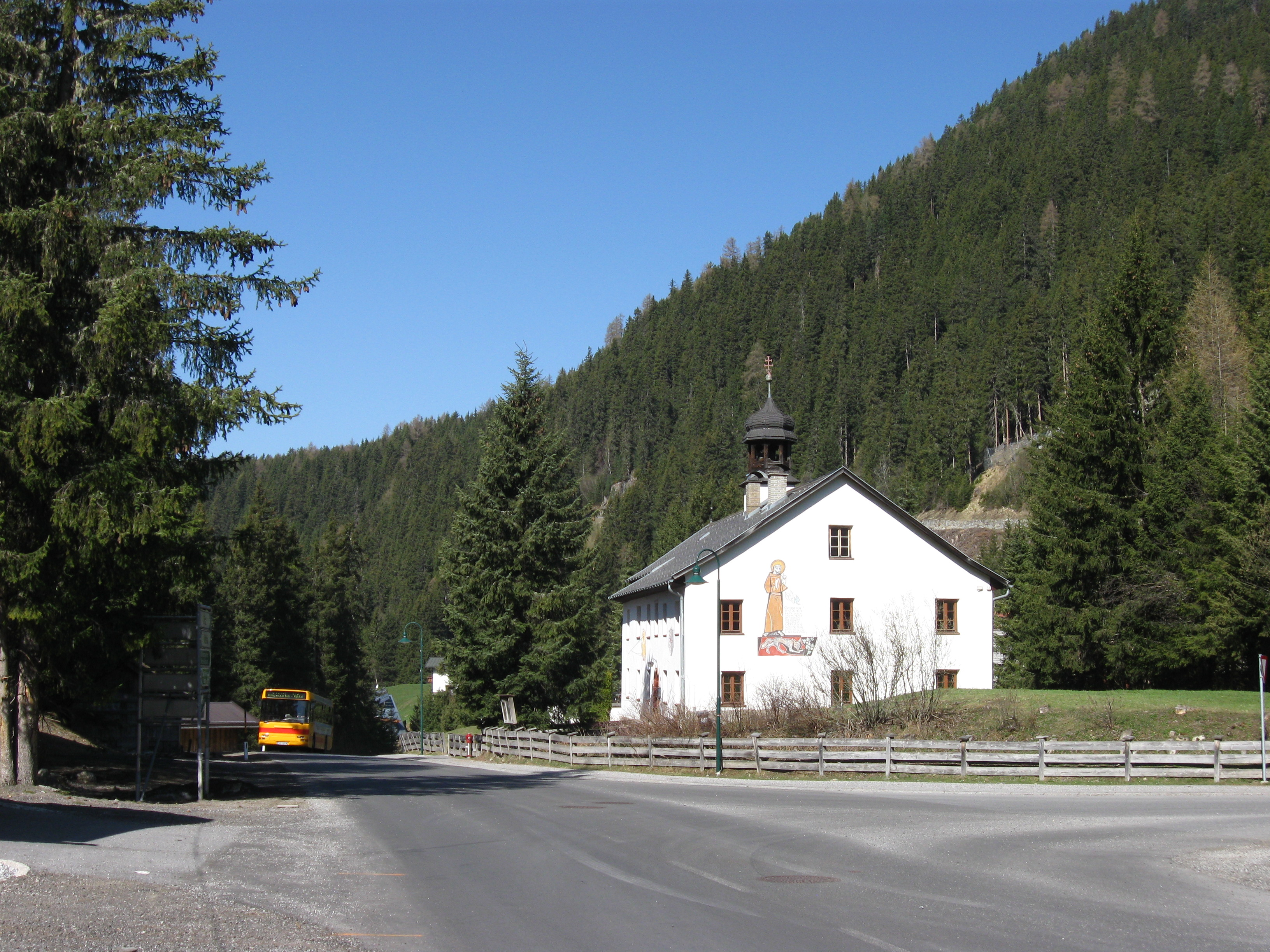
Katholische Pfarrkirche Mariä Heimsuchung in Ochsengarten

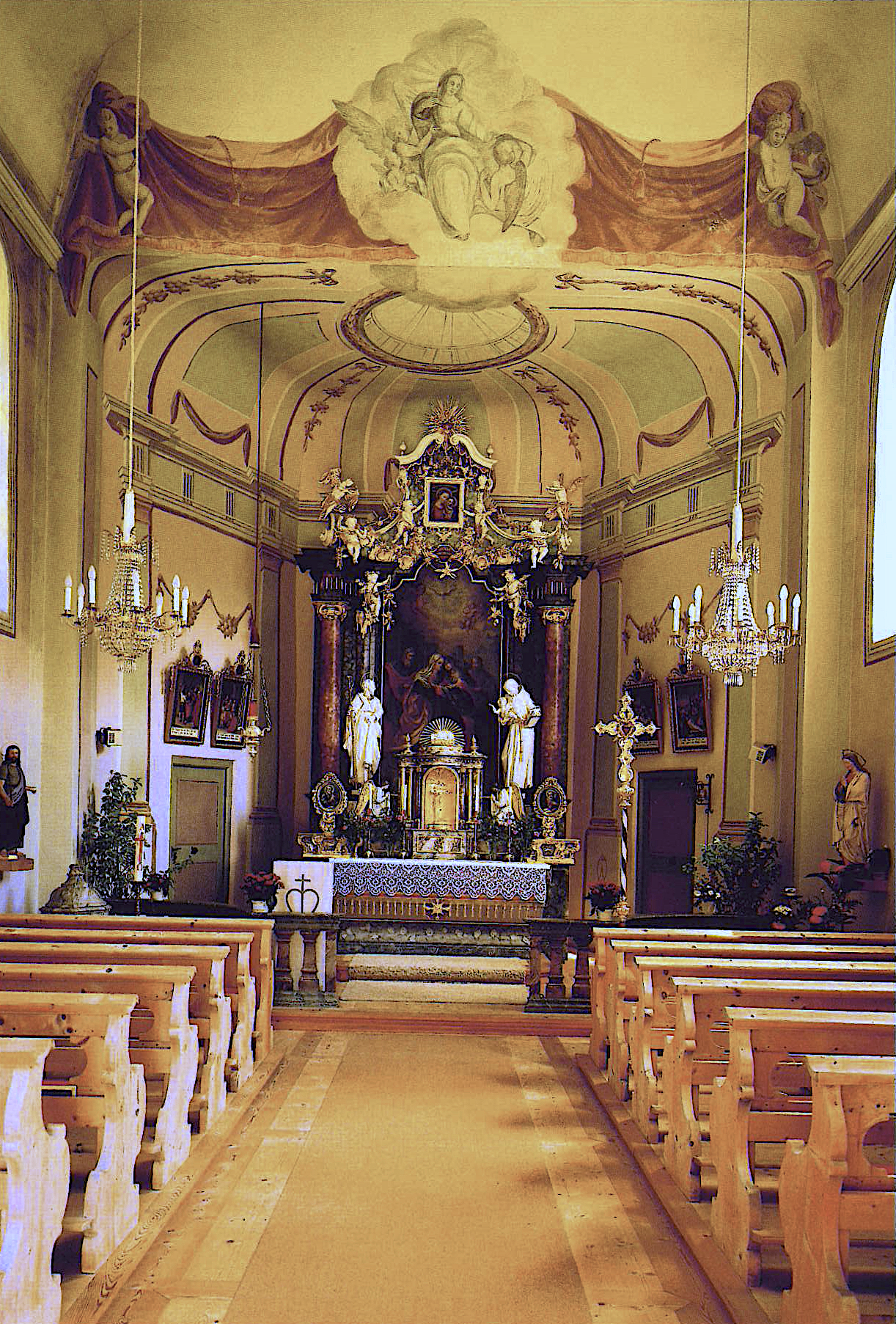
Innenansicht der Pfarrkirche in Ochsengarten

Die römisch-katholische Pfarrkirche Ochsengarten steht in der Ortschaft Ochsengarten in der Gemeinde Haiming im Bezirk Imst in Tirol. Sie ist dem Fest Mariä Heimsuchung geweiht und gehört zum Dekanat Silz in der Diözese Innsbruck. Die Kirche steht unter Denkmalschutz (Listeneintrag).

## Lagebeschreibung
Das Kirchengebäude steht an der Kühtaistraße in der Rotte Wald, die zur Ortschaft Ochsengarten gehört. Westlich schließt der Friedhof an die Kirche an.

## Geschichte
In ältester Zeit gehörte Ochsengarten zur Großpfarre Silz. Dabei waren beim Aufstieg tausend Höhenmeter zu überwinden. Deshalb wurde 1612 die Seelsorgegemeinde Ochsengarten der Kuratie Ötz zugeteilt. Aber auch dieser Weg war weit und besonders im Winter beschwerlich, sodass die Bewohner einen eigenen Priester verlangten. Sie sammelten viel Geld für den Bau einer neuen, größeren Kirche und eines Widums. Diesem Wunsch kam das fürstbischöfliche Ordinariat Brixen am 21. April 1777 entgegen. Auch die weltliche Obrigkeit auf Schloss Petersberg, der Gerichtsherr Graf Theodor von Wolkenstein, versprach, die neue Kapelle mit Paramenten zu versehen. Ab dem 5. Januar 1778 wurde Pater Severin Erhart als erster Priester gesandt, Gottesdienst und Schule zu halten.
Jedoch waren Severin Erhart und seine beiden Nachfolger lediglich Kapläne der Kuratie Ötz. 1785 wurde Ochsengarten dann von der landesfürstlichen Regierung zur Lokalkaplanei erhoben. Ab 1841 überließ man dem fürstbischöflichen Ordinariat Brixen die Besetzung durch einen Weltpriester. Fürstbischof Bernard spendete 1851 der „armen Kirche in Ochsengarten“ eine bedeutende Summe und forderte die Gemeinde auf, „im wahren Glauben und brüderlicher Liebe“ standhaft zu verharren. Anlässlich einer Renovierung wird 1882 eine Kirchweihe urkundlich erwähnt.
Am 22. August 1862 weite Fürstbischof Dr. Vinzenz Gasser die Kirche zu Ehren U. L. Fr. Maria Heimsuchung feierlich ein. Außerdem war die Kaplanei seit 1883 mit einer kleinen Gastwirtschaft verbunden. 1891 wurde die Lokalkaplanei zur selbstständigen Pfarre erhoben. Der erste Pfarrer war Fortunat Kirchmair.
Schulunterricht wurde bereits seit 1778 gehalten, allerdings ist zu vermuten, dass der Unterricht erst ab 1783 im Schulzimmer des neu erbauten Widums stattfand. Was Kapläne und Pfarrer lehrten, übernahm 1908 der erste weltliche Lehrer an der einklassigen Volksschule in Ochsengarten. Seit 1953 wird nicht mehr im Widum, sondern im neu erbauten Schulhaus unterrichtet.

## Architektur

### Außenbeschreibung
Die klassizistische Pfarrkirche wurde von 1778 bis 1783 erbaut und ist ein einfacher spätbarocker Saalbau der gemeinsam mit dem Widum und der Schulstube einen Gebäudeverband bildet. Das lange, dunkelgraue, 1974 erneuerte Eternitdach deckt Widum und Kirche. Zwischen beiden erhebt sich der quadratische Turm mit der aus Holz gezimmerten achteckigen Laterne und der schindelbedeckten Zwiebelhaube.
Der Turm trägt die Jahreszahlen „17 JL 83“ und „18 I.H 80“ und „1955“. Man erreicht ihn vom Widum aus. In den Widum ist eine Winterkapelle zum „Hl. Kreuz“ eingebaut. An der Südseite der Kirche ist das Sgraffito „Guter Hirte“ (1955), an der Ostseite des Widums das Sgraffito „Hl. Franziskus“ (1958), beide von Norbert Strolz aus Strengen. Links vom Eingang an der Südseite des Widums befindet sich eine barocke Sonnenuhr aus dem 18. Jahrhundert. Der Konstrukteur ist vermutlich Leopold Puellacher. Sie ist im Katalog der ortsfesten Sonnenuhren Österreichs vermerkt und wird als besonders wertvoll auf gnomischem Gebiet eingeschätzt. Sie gibt die Uhrzeit in wahrer Ortszeit und die Tageslänge an. Rechts vom Eingang ist das Wappen der Apostolischen Administratur Innsbruck zu erkennen; ein hellgrauer Schild zeigt zur einen Hälfte einen roten Adler, zur anderen ein schwarzes Silberkreuz. Die letzte Renovierung der Kirche wurde 1985 abgeschlossen. Der Widum wurde 1988 wohnlich neu ausgebaut.

### Innenbeschreibung
Das Innere der Kirche hat die Form eines breiten Saales mit Flachtonnengewölbe. Der flache Chorbogen ruht auf Wandpfeilern. Die Orgelempore ruht auf zwei Säulen und besitzt eine Holzbalustrade. Die Kirche wurde 1866 von Otto Bock aus Imst dekoriert. Im Betraum ist an der Decke der Gnadenstuhl zu sehen, geschaffen 1937 von Ludwig Sturm aus Innsbruck.
Der Hauptaltar hat einen einfachen Säulenaufbau mit verkröpftem Gebälk und geschwungenen Aufsatz. In der Mitte ist das Altarblatt mit dem Gemälde der Heimsuchung Mariens bei Elisabeth und Josef und Joachim zu sehen. Es ist in der Art des 1791 verstorbenen Josef Anton Zoller gehalten. Im Aufsatz schwebten Putten, das Bild Mariens vom guten Rat mit Blumengirlanden verzierend. Seitlich des Tabernakels knien zwei Engelsfiguren. Hinter den Engeln steht links Josef und rechts Antonius mit dem Jesuskind. Vorsatzgemälde in Medaillonsform zeigen links Petrus und rechts Paulus.
Die ehemalige Kanzel wurde im März 1966 vom Bildhauer Öfner abgebaut und nach der Restaurierung in der Haller Basilika des Herz-Jesu-Klosters wieder aufgebaut. Das Dach der Kanzel wird von einer Figur des Guten Hirten gekrönt. In Ochsengarten befand sich die Kanzel an der Nordwand der Kirche.
An den Langhauswänden hingen früher zwei um 1700 entstandene Ölgemälde: ein Ölbergchristus und eine Kreuzigungsgruppe mit Gekreuzigtem, Maria, Johannes und Magdalena. Sie sind jetzt auf der Empore, links und rechts der neuen Orgel zu sehen. Die Kreuzwegstationen von Theres Strigl wurden am 18. November 1860 durch Pater Ildefons Hechenblaickner aus dem Kloster Telfs eingesetzt. Die Stationsbilder für Prozessionen stellen die vier Evangelisten nach der Vision des Propheten Ezechiel dar: Engel, Löwe, Opferstier und Adler. Im Langhaus befindet sich vorne links an der Wand eine Figur Johannes des Täufers und rechts eine gekleidete Immaculata.
Die zwei Glocken wurden im Ersten Weltkrieg nicht abgenommen. Ein kleiner Messkelch mit der Jahreszahl 1731 und den gräflich-wolkensteinischen Wappen wurde 1778 dem ersten Seelsorger P. Severin Erhart vom Grafen P.P. Wolfgang Wolkenstein auf Petersberg zum Gebrauch beim heiligen Messopfer leihweise überlassen. Ein anderer Messkelch mit Patene wurde vom Bischof von Prag, Franziskus de Paula Cardinalis de Schönborn, für die Kirche auf der Alpe Kühtai konsekriert.

### Renovierungen
Die erste Renovierung fand 1880 statt. 1937 erhielten Kirche und Widum ein neues, dunkelgraues Eternitdach. 1984/85 erfolgte eine Innenrenovierung durch die Firma Pescoller aus Bruneck unter persönlicher Mitarbeit des Pfarrprovisors P. Pius.

### Friedhof
Der Friedhof wurde 1985 neu gestaltet und seine Nischenkapelle restauriert. Eine Totenkapelle wurde im Norden des Friedhofs errichtet. Sie besitzt vier Kupferreliefs mit verschiedenen Darstellungen: Jesus fällt unterm Kreuz, Kreuzigung, Kreuzabnahme, Auferstehung. In der Vorhalle befinden sich zwei Bronzetafeln als Kriegerdenkmal; links sind die Namen der Gefallenen beider Weltkriege festgehalten und rechts kann die Darstellung eines Gefallenen betrachtet werden. Alle Bronzearbeiten wurden 1985 von Elmar Kopp angefertigt.

## Ausstattung
Der Hochaltar wurde 1814 aufgestellt. Das Altarbild zeigt die „Heimsuchung Mariens“. Es wird von Statuen der Heiligen Josef und Antonius flankiert. In der Kirche hängen zwei Leinwandbilder aus der zweiten Hälfte des 18. Jahrhunderts, mit Darstellungen des Ölbergs in Jerusalem und der Kreuzigung Jesu.

## Orgel
Die erste Orgel baute Franz (II.) Reinisch 1899. Die neue Orgel von Martin Pflüger hat sechs Register und ein Manual und wurde am 22. Juni 1986 geweiht.

## Bruderschaften und Bündnisse
- Christenlehrbruderschaften mit dem Titelfest „Mariä Himmelfahrt“ (1790)
- Herz-Mariä-Bruderschaften, angeschlossen der Erzbruderschaft Maria vom Siege (1846), am 22. August 1954 reaktiviert
- Gebetsbruderschaft Ochsengarten mit Anicii in Frankreich (1867)
- Standesbündnisse: Jünglings-, Männer-, Jungfrauen- und Weiberbund (1885–1941)
- Herz-Jesu-Bruderschaft mit Anschluss an die Kongregation „Cordis-Jesu“ in der Kirche Santa Maria de Pace in Rom (1908)[1]